# Слободан Ћустић
Слободан Ћустић „Алија“ (Осиња код Дервенте, 9. мај 1958) српски је глумац.
Уписао је студије на Факултету драмских уметности у Београду у класи професора Миленка Маричића, дипломирао у класи професора Драгана Петровића Пелета. Пре распада Југославије глумио је у многим филмовима југословенске продукције, али најпознатија из тог периода му је улога насловног лика у филму Кудуз. Из два брака има шесторо деце, пет синова и једну ћерку.

## Емисије
| Година    | Наслов  | Позиција | Телевизија |
| --------- | ------- | -------- | ---------- |
| 2019—2022 | Задруга | водитељ  | РТВ Пинк   |

## Филмографија
| Год.       | Назив                                                   | Улога                                |
| ---------- | ------------------------------------------------------- | ------------------------------------ |
| 1980.-те   |                                                         |                                      |
| 1987.      | Waitapu                                                 | Лука Мандић                          |
| 1987.      | Већ виђено                                              |                                      |
| 1988.      | Заборављени                                             |                                      |
| 1988.      | Шта радиш вечерас                                       | Водник/Милиционар                    |
| 1989.      | Кудуз                                                   | Бећир Кудуз                          |
| 1989.      | Другарица министарка (серија)                           |                                      |
| 1990.-те   |                                                         |                                      |
| 1990.      | Источно од истока                                       |                                      |
| 1990.      | Цубок                                                   |                                      |
| 1990.      | Заборављени (серија)                                    | Стева                                |
| 1990.      | Последњи валцер у Сарајеву                              | Данило Илић                          |
| 1990.      | До краја и даље                                         |                                      |
| 1990.      | Секс - партијски непријатељ бр. 1                       | Војвода Девђевић                     |
| 1991.      | Празник у Сарајеву                                      | Аљо                                  |
| 1991.      | Ђука Беговић                                            | Ђука Беговић                         |
| 1992.      | Проклета је Америка                                     | Вук                                  |
| 1992.      | Јевреји долазе                                          |                                      |
| 1993.      | Намештена соба (кратак филм)                            |                                      |
| 1993.      | Обрачун у Казино кабареу                                | Човек са белим шеширом               |
| 1993.      | Три карте за Холивуд                                    | Никола                               |
| 1993.      | Нападач (ТВ)                                            | Зоран                                |
| 1994.      | Голи живот (серија)                                     | Славиша                              |
| 1994.      | Вечита славина (ТВ)                                     | Марко Подољац                        |
| 1994.      | Рођен као ратник                                        |                                      |
| 1994.      | Вуковар, једна прича                                    | Иван                                 |
| 1994.      | Полицајац са Петловог брда (ТВ серија из 1994) (серија) |                                      |
| 1995.      | Исидора (ТВ)                                            | Др Емил Стремнички                   |
| 1995.      | To vlemma tou Odyssea                                   |                                      |
| 1996.      | Госпођа Колонтај (ТВ)                                   | Павел Дибенко, морнар Балтичке флоте |
| 1996.      | До коске                                                | Шваба                                |
| 1996−1997. | Горе доле (серија)                                      | Покераш                              |
| 1997.      | Балканска правила                                       | Пуковник Суботић                     |
| 1997.      | Нечиста крв                                             | Неми слуга                           |
| 1998.      | Живана                                                  | Вишеслав                             |
| 1998.      | Љубичасто мастило (ТВ)                                  | говори стихове                       |
| 1998.      | Demony Wojny wg Goi                                     | Скија                                |
| 1999.      | Мејдан Симеуна Ђака (ТВ)                                | Симеун Ђак                           |
| 1999.      | Нож                                                     | Хусеин Османовић                     |
| 2000.-те   |                                                         |                                      |
| 2000.      | Суседи (ТВ)                                             | Иво Андрић                           |
| 2001.      | Вирус (кратак филм)                                     | Петар Грубер                         |
| 2001.      | Виртуелна стварност                                     | Веско                                |
| 2001.      | Крсташи (мини-серија)                                   |                                      |
| 2002.      | Акција тигар (ТВ)                                       | Вукашин Гргуровић                    |
| 2002.      | Држава мртвих                                           | Џорџ                                 |
| 2002.      | Заједничко путовање                                     | Друмски разбојник                    |
| 2003.      | Казнени простор 2 (серија)                              | Председник клуба                     |
| 2003.      | E-Snuff (кратак филм)                                   | Продуцент                            |
| 2004.      | Трагом Карађорђа (серија)                               | Чолак - Антић Симоновић              |
| 2004.      | Порно Телетабис (кратак филм)                           | Макс                                 |
| 2004.      | Јелена (серија)                                         | Инспектор Миша Андрић                |
| 2004.      | Пуцај! (кратак филм)                                    | Макс                                 |
| 2004.      | Вук (кратак филм)                                       | Таксиста                             |
| 2004.      | Црни Груја 2 (серија)                                   | Фочић Мехмед-ага                     |
| 2005.      | Звезде љубави                                           | Гангстер                             |
| 2006.      | Друго стање (серија)                                    | Стриц Вукашин                        |
| 2006.      | Условна слобода                                         | Страхиња                             |
| 2006.      | I figli strappati (мини-серија)                         |                                      |
| 2006.      | Снајпер (кратак филм)                                   | Отац                                 |
| 2007.      | Ништа (кратак филм)                                     | Неко                                 |
| 2007.      | Fövenyóra (кратак филм)                                 | Едуард Сем                           |
| 2007.      | Тегла пуна ваздуха (ТВ)                                 | Богдан                               |
| 2007.      | Бадње вече 1943 ‎                                        | Радован (четник)                     |
| 2007.      | Тегла пуна ваздуха (ТВ)                                 | Богдан                               |
| 2008.      | Заустави време (серија)                                 | Богдан                               |
| 2008.      | Милош Бранковић                                         | Паралитичар                          |
| 2008.      | Село гори, а баба се чешља (ТВ серија)                  | Станко                               |
| 2008.      | Покрајина Ст. 2                                         | Инструктор                           |
| 2008.      | Браћа Блум                                              | Отац Фостераћ                        |
| 2008.      | Последња аудијенција (серија)                           | Ђорђе Генчић                         |
| 2010.-те   |                                                         |                                      |
| 2002−2015. | Вршачка позоришна јесен (ТВ серија)                     |                                      |
| 2010.      | Флешбек                                                 | Доктор                               |
| 2010.      | Монтевидео, Бог те видео!                               | Српски официр                        |
| 2011.      | Цват липе на Балкану                                    | Марко Кораћ                          |
| 2012.      | Монтевидео, Бог те видео! (ТВ серија)                   | Српски официр                        |
| 2012.      | Доктор Реј и ђаволи                                     |                                      |
| 2013.      | Топли зец                                               |                                      |
| 2013.      | Тесна кожа 5                                            | Тајкун Регионални                    |
| 2013.      | Самац у браку (ТВ серија)                               |                                      |
| 2014.      | Државни посао                                           | Велинко Клаћ                         |
| 2017.      | Козје уши                                               | Ловац                                |
| 2018.      | Пет                                                     | Дринчић                              |
| 2018–2019. | Жигосани у рекету                                       | Тома                                 |
| 2020.-те   |                                                         |                                      |
| 2020.      | Јужни ветар (ТВ серија)                                 | Министар унутрашњих послова          |
| 2020 —     | Игра судбине                                            | Вукашин Сувобрк                      |
| 2022.      | Шетња с лавом                                           | Гојко Плећаш                         |
| 2023.      | Камионџије д.о.о                                        | саобраћајни полицајац Срба Антић     |